# زواج المثليين في كولومبيا
أصبح زواج المثليين قانونيًا في كولومبيا منذ 28 أبريل 2016، عندما حكمت المحكمة الدستورية في كولومبيا في حكم 3 قضاة لصالح مقابل 3 أصوات ضد (6-3) أن حظر زواج المثليين غير دستوري بموجب الدستور الكولومبي لعام 1991. حدثت أول حالة زواج المثليين يتم تنفيذه في البلاد بعد صدور الحكم في 24 مايو 2016. وقد اعترفت الدولة أيضًا باتحادات الأمر الواقع من نفس الجنس منذ عام 2007.
كانت كولومبيا رابع دولة في أمريكا الجنوبية تسمح بزواج المثليين.

## الاتحادات بحكم الأمر الواقع
في 7 فبراير 2007، مددت المحكمة الدستورية في كولومبيا العديد من حقوق الزواج والمعاشات التقاعدية للشركاء المثليين. مدد قرار لاحق أصدرته المحكمة في أكتوبر 2007 حقوق الضمان الاجتماعي والتأمين الصحي للشركاء المثليين. في وقت لاحق، في 28 يناير 2009، عدلت المحكمة الدستورية 20 قانونًا لمنح 42 حقًا إضافيًا للشركاء المثليين المتساكنين الذين سبق منحهم فقط للأزواج المغايرين (بما في ذلك الجنسية، وتصاريح الإقامة، والشهادة عندما تكون في هيئة محلفين، وممتلكات الأسرة القوانين، وما إلى ذلك). مدد الحكم النهائي الذي صدر في 13 أبريل 2011 حقوق الميراث للشركاء المثليين.
يعتبر الشريكان شريكين بحكم الواقع بعد العيش معًا لمدة عامين. يمكن أن يكون الاتحاد بحكم الأمر الواقع (بالإسبانية: unión marital de hecho)‏ مسجلا أو غير مسجلا؛ كلاهما له نفس الوضع، لكن الاتحاد المسجّل قد يوفر راحة أكبر عند الوصول إلى الحقوق. يمكن تسجيل الاتحاد من خلال سند عام أمام كاتب عدل أو قاض.
في 26 يوليو 2011، حكمت المحكمة الدستورية (في القضية سي-577/2011) في حكم 9 قضاة لصالح مقابل عدم أي قاض ضد (9-0) أنه لا يمكن تغيير تعريف الزواج باعتباره اتحادًا لرجل وامرأة، ولكن أيضًا لدى الشركاء المثليين الحق في تكوين أسرة وأمروا الكونغرس الكولومبي بإصدار تشريع يعالج هذه المسألة (سواء عن طريق إضفاء تشريع زواج المثليين أو اتحاد آخر يشبه الزواج) خلال مهلة سنتين (بحلول 20 يونيو 2013). إذا لم يتم تمرير مثل هذا القانون بحلول ذلك الوقت، فسيكون الشركاء المثليون قادرين تلقائيًا على تسجيل علاقتهم بنفس الجدية التي يمكن للأزواج المغايرين من خلال الزواج.

### الاحصائيات
من فبراير 2007 إلى أغسطس 2012، تم تنفيذ ما لا يقل عن 51 اتحادا مثليا بحكم الواقع في مدينة كارتاهينا الساحلية. وخلال تلك الفترة الزمنية نفسها، تم تنفيذ 74 و 140 هذه الاتحادات في مدن سوليداد وبوغوتا، على التوالي.

## مقترحات الاتحاد المدني
في 15 يونيو 2007, وافق مجلس النواب في الكونغرس الكولومبي على مشروع قانون تاريخي للاتحاد المدني للشركاء المثليين بأغلبية 62 صوتًا مقابل 43 صوتًا (62-43)، وكان من المتوقع أن يوقع الرئيس ألبارو أوريبي بيليث على الإجراء، الذي وافق عليه مجلس الشيوخ الكولومبي في أبريل. ومع ذلك، في 19 يونيو، حطمت مجموعة من أعضاء مجلس الشيوخ المحافظين الانضباط الحزبي فيما يعتبر عادة تصويت روتيني على الشكل النهائي لمشروع قانون وهزموا الإجراء في تصويت 29 صوتا لصالح مقابل 34 صوتًا ضد (29-34)؛ في مجلس الشيوخ المؤلف من 102 عضوًا. قام حوالي 80 من المدافعين عن حقوق المثليين بتنظيم مظاهرة أمام الكونغرس في اليوم التالي، احتجاجًا على هزيمة مشروع القانون. تعهد أنصار التشريع بمحاولة إحيائه.
كان مشروع القانون، الذي كان يؤيده الرئيس المحافظ ألبارو أوريبي بيليث، من شأنه أن يجعل كولومبيا أول دولة في أمريكا اللاتينية تمنح الشركاء المثليين في علاقات طويلة الأمد نفس الحقوق في التأمين الصحي والميراث والضمان الاجتماعي مثل الشركاء المغايرين.
في 17 مارس 2015، قدم السناتور أرماندو بينيديتي مشروع قانون الاتحاد المدني. فشل مشروع القانون لأنه لم يناقش في الوقت المناسب. أعيد تقديم مشروع القانون من قبل السيناتور روي باريراس في 30 يوليو 2015، في نفس اليوم، قدم السناتور بينيديتي وباريراس مشروع قانون يسمح بتبني المثليين للأطفال.

## زواج المثليين

الاعتراف القانوني بالعلاقات المثلية في أمريكا الجنوبية
زواج المثليين
توفر شكل آخر من أشكال الاعتراف القانوني
لا اعتراف
حظر دستوري على زواج المثليين، عبر تقييد تعريف الزواج في الدستور إلى اتحاد بين رجل وامرأءة فقط
المثلية الجنسية غير قانونية

### مقترحات تشريعية
في عام 2011، بعد صدور حكم المحكمة الدستورية، تم الإعلان عن أربعة مشاريع قوانين في الكونغرس لتصحيح حالة التمييز الذي يعيشهل لبشركاء المثليون، واستخدم مشروعان كلمة «زواج»، واستخدم اتنان منهما كلمة اتحاد مدني.
في أكتوبر 2012، قدم السناتور أرماندو بينيديتي مشروع قانون يشرع زواج المثليين. كان مشروع القانون في البداية يسمح فقط بالاتحادات المدنية، ولكن تم تغيير النص من قبل بنديتي. لم يتخذ الرئيس خوان مانويل سانتوس موقفا بشأن مشروع القانون. وافقت اللجنة الأولى لمجلس الشيوخ على مشروع القانون في 4 ديسمبر 2012. في 24 أبريل 2013، تم رفض مشروع القانون من قبل مجلس الشيوخ في تصويت 17 صوتا لصالح مقابل 51 صوتا ضد (17-51)، بعد تأجيله في مناسبتين مختلفتين. كانت النتيجة السلبية متوقعة، حيث تعهد أكبر حزبين بإفشال مشروع القانون. ورد السناتور بنديتي على التصويت واصفا الكونغرس الكولومبي بأنه «لا قيمة له»، وذكر أن أعضاء مجلس الشيوخ الذين صوتوا ضد المشروع أرادوا أن تكون الهيئة التشريعية في البلاد مثل تلك الموجودة في الكونغو وأوغندا وبوليفيا وهايتي.
قبل أيام من التصويت، أعلن المشرف خورخي إنريكي فيليز أنه إذا فشل الكونغرس في إقرار مشروع قانون زواج المثليين قبل الموعد النهائي في 20 يونيو، فإن وزير العدل يعد مبادئ توجيهية لكتاب العدل والقضاة لإجراء «عقود رسمية» للأزواج المثليين. في 18 أبريل 2013، قدمت رابطة كتاب العدل في البلاد اقتراحهم الخاص، والذي سعى إلى وضع مبادئ توجيهية للاحتفال ب«الاتحادات الزوجية» من نفس الجنس. في 20 يونيو، بدأ كتاب العدل في جميع أنحاء البلاد أداء هذه الاتحادات؛ ومع ذلك، نصح نشطاء المثليين الأشخاص بعدم المشاركة في تلك العقود لأنهم قالوا إن إطار «العقد الزوجي» غير موجود في قوانين البلاد. في الأيام التالية، قدم العديد من الأزواج التماسات للقضاة للاعتراف بعلاقاتهم من خلال الزواج.
في 24 يوليو 2013، أعلن قاضي محكمة مدنية في بوغوتا عن تزويج زوجين مثليين قانونًا، بعد الحكم في 11 يوليو 2013 بقبول الالتماس. كان هذا أول زوجين مثليان يتزوجان في كولومبيا.
في سبتمبر 2013، زوج قاضيان من المحكمة المدنية زوجين مثليان. تم الطعن في الزواج الأول من قبل مجموعة محافظة، وتم إلغاؤه في البداية. ومع ذلك، في أكتوبر/تشرين الأول، حافظت محكمة بوغوتا العليا (بالإسبانية:  Tribunal Supremo de Bogotá)‏ على صحة هذا الزواج. عرضت قضية زواج المثليين مرة أخرى على المحكمة الدستورية بعد أن طلب المفتش العام في البلاد من المحكمة إبطال جميع حالات الزواج. كان من المقرر عقد جلسة استماع في 7 مايو 2015. تم تأجيله لأن بعض القضاة لم يكونوا حاضرين وحدثت جلسة استماع جديدة مفتوحة للجمهور في 30 يوليو 2015. وكان من المقرر التوصل إلى حكم قبل 31 أغسطس 2015.
في 30 يوليو 2015، قدم السناتور بنديتي مشروع قانون زواج المثليين. بدأت اللجنة الأولى لمجلس الشيوخ مناقشة مشروع القانون في 9 ديسمبر 2015.

### الاعتراف بزواج المثليين المنعقد في الخارج
في مايو 2015، أعلن وزير الداخلية الكولومبي خوان فرناندو كريستو دعم الحكومة الكولومبية لاتخاذ خطوات للاعتراف بزواج المثليين. صرح بذلك بعد يوم من بدء زوجين مثليين من دول متعددة معركة قانونية غير مسبوقة من أجل الاعتراف بزواجهما عام 2013 (المسجل في إسبانيا) في كولومبيا.
بدأت الوكالات الحكومية الكولومبية في الاعتراف بزواج المثليين التي يتم تأديتها بشكل قانوني في الولايات القضائية الأجنبية في مارس 2016. يحق الآن للأزواج المثليين المتزوجين في الخارج الحصول على نفس التأشيرة، ومزايا الرعاية الصحية، والميراث وحقوق المعاشات التقاعدية مثل الأزواج المغايرين بمجرد حصولهم على شهادة زواج مختوم وأوراق الهوية إلى أقرب مكتب معين.

### حكم المحكمة الدستورية

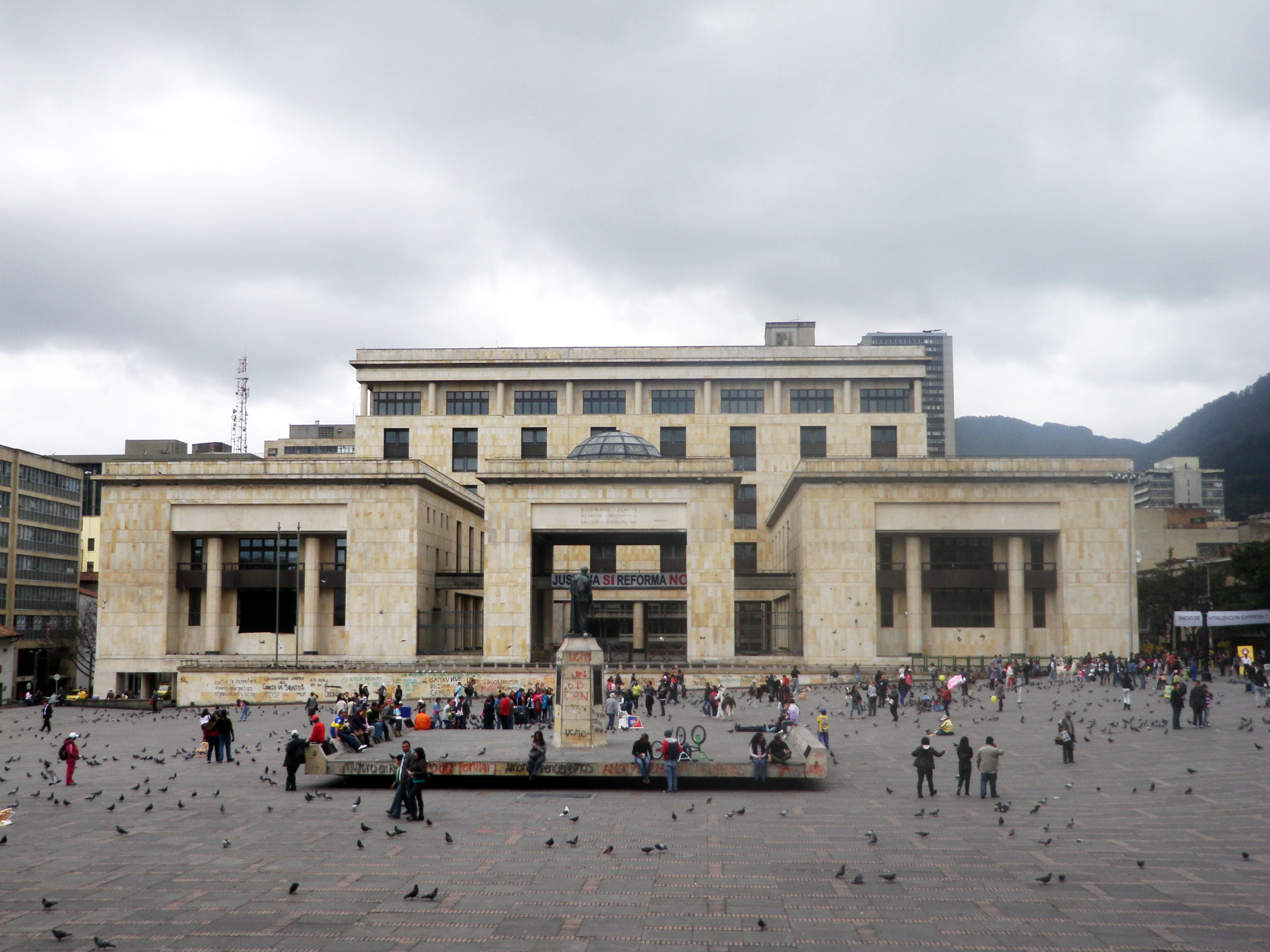
أصدرت المحكمة الدستورية الكولومبية حكمًا في 28 أبريل 2016 يقضي بتشريع زواج المثليين في كولومبيا.

في مارس 2016، نشر القاضي خورخي اغناسيو بريتيلت مسودة قرار، يعتبر رأي الأقلية في المحكمة الدستورية. وقالت المسودة إن الزواج لا ينطبق إلا على رجل واحد وامرأة واحدة وأن الأمر متروك للكونغرس لتشريع زواج المثليين. في 7 أبريل 2016، صوتت المحكمة الدستورية في حكم 3 قضاة لصالح مقابل 6 قضاة ضد (3-6) ضد اقتراح ينص على أن الزواج لا ينطبق إلا على رجل واحد وامرأة واحدة. تم تعيين القاضي ألبرتو روخاس ريو لإعداد مقترح جديد، والذي كان من المتوقع أن يتماشى مع وجهة نظر أغلبية المحكمة (أي إعلان أن منع الأزواج المثليين من الزواج غير دستوري). أعلنت المحكمة قرارها في 28 أبريل 2016، في حكم 6 قضاة لصالح مقابل 3 قضاة ضد (6-3) أن «زواج المثليين لا ينتهك النظام الدستوري». أثبت الحكم أن كل «عقد رسمي» يعقده الأزواج المثليون منذ 20 يونيو 2013 (بموجب أحكام الحكم السابق للمحكمة في قضية سي-577/2011) صالح قانونًا ويجب الاعتراف به باعتباره زواجا، وهذا يعني أن الأزواج الذين دخلوا في مثل حالات الزواج هذه منذ 20 يونيو 2013 ليسوا بحاجة إلى الزواج مرة أخرى نتيجة لحكم المحكمة الصادر في أبريل 2016. تم نشر الحكم رسميًا في 7 يوليو 2016.
وقال القاضي ماريا فيكتوريا كالي رئيس المحكمة؛ «كل الناس أحرار في الاختيار بشكل مستقل لتأسيس أسرة تتماشى مع ميولهم الجنسية... يتلقون معاملة متساوية بموجب الدستور والقانون». أبلغ قرار المحكمة قضاة الدولة وكتاب العدل والكتاب أنهم «يجب أن يضمنوا احترام الحقوق الأساسية للمواطنين وأنهم جميعًا يتلقون معاملة متساوية».
حدثت أول حالة زواج المثليين في البلاد بعد الحكم في كالي في 24 مايو 2016.
في 12 يوليو 2016، رفضت المحكمة الدستورية الطعن في الحكم المقدم من مجموعة محافظة تعارض زواج المثليين. في يناير/كانون الثاني 2017، رفضت المحكمة الدستورية استئنافًا قدمه المدعي العام السابق أليخاندرو أوردونيز لإلغاء الحكم الذي شرع زواج المثليين.

### الاحصائيات
في كولومبيا، يتم تنفيذ حالات الزواج المدنية بواسطة كتاب العدل والقضاة. حتى أبريل 2017، لم يكن هناك تقرير إحصائي موحد بشأن السنة الأولى من زواج المثليين في كولومبيا. ومع ذلك، كان الموثقون يقومون بالإبلاغ عن بيانات جزئية، مما أدى إلى استبعاد حالات الزواج التي يؤديها القضاة. يجب أن يتم تسجيل كل زواج يتم إجراؤه في كولومبيا لدى «المسجل الوطني في كولومبيا» (بالإسبانية: Registraduría Nacional de Colombia)‏.
تزوج 47 أزواج مثليين في كولومبيا من أبريل إلى أكتوبر 2016. 11 من حالات الزواج هذه في إدارة كونديناماركا (بما في ذلك بوغوتا)، و 10 في إدارة فالي ديل كاوكا، و5 في كل من إدارة أنتيوكيا وإدارة ريزارالدا، و4 في إدارة كوينديو، و2 في إدارة أتلانتيكو، إدارة ماجدالينا وإدارة سانتاندير، وواحد في كل من إدارة كاكيتا، إدارة سيزار، إدارة هويلا، إدارة ميتا، إدارة نورتي دي سانتاندير وإدارة توليما.
من أبريل إلى ديسمبر 2016، تم الاحتفال ب117 حالة زواج المثليين في كولومبيا. وكانت الإدارات التي لديها معظم هذه الزيجات هي أنتيوكيا مع 37، كونديناماركا وبوغوتا مع 26، وفالي ديل كوكا مع 20 وريسارالدا مع 15. في أتلانتيكو، تم إجراء 3 حالات زواج المثليين.
أفاد الموثقون أنه من يناير 2017 إلى يونيو 2017، تم إجراء 417 حالة زواج المثليين في كولومبيا، 56%: منها بين الأزواج المثليين من الرجال و 44% بين الزوجات المثليات من النساء. وكانت الإدارات ذات العدد الأكثر من حالات زواج المثليين هي كونديناماركا (بما في ذلك بوغوتا) مع 132، وأنتيوكيا مع 100، وفال ديل كوكا مع 54 وريسارالدا مع 27.

## الرأي العام
أظهر استطلاع للرأي أجري في الفترة بين ديسمبر 2009 ويناير 2010 في العاصمة الكولومبية بوغوتا أن 63% من سكان المدينة يؤيدون تقنين زواج المثليين، بينما عارضه 36%. أظهر الاستطلاع أن النساء والأشخاص الحاصلين على مستوى تعليمي عال كانوا أكثر دعما لزواج المثليين.
ومع ذلك، فقد أظهر استطلاع للرأي جرى على مستوى البلاد في نوفمبر 2012، أن 28% من الكولومبيين يؤيدون زواج المثليين، بينما عارضه 66% و 6% لم يردوا.
وفقًا لاستطلاع أجراه مركز بيو للأبحاث، والذي أجري في الفترة بين 28 نوفمبر 2013 و 4 مارس 2014، أيد 28% من الكولومبيين زواج المثليين، وعارضه 64٪ منهم.
أظهر استطلاع للرأي أجرته مؤسسة غالوب في يوليو 2016 أن 40% من الكولومبيين يؤيدون زواج المثليين، بينما عارض 57% ذلك.
أظهر مقياس الأمريكتين لعام 2017 أن 34% من الكولومبيين يؤيدون زواج المثليين.
وجد استطلاع للرأي أجرته مؤسسة غالوب عام 2018 أن نسبة تأييد زواج المثليين قد ارتفعت إلى 46%، بينما عارضه 52% من الكولومبيين.